# Emma Kullberg
Emma Nanny Charlotte Kullberg (Umeå, 25 de setembro de 1991) é uma futebolista sueca que atua como zagueira. Atualmente joga pelo Brighton & Hove Albion.

## Carreira
Kullberg foi transferida para o Kopparbergs/Göteborg Fotboll Club em outubro de 2019, após uma temporada de sucesso em 2019 no KIF Örebro DFF, no qual jogou em todos os 22 jogos do Damallsvenskan e chegou à seleção nacional.

## Títulos
Suécia
- Jogos Olímpicos: 2020 (medalha de prata)